# Chiying
Chiying (kinesiska: 迟营, 迟营乡) är en socken i Kina. Den ligger i provinsen Henan, i den centrala delen av landet, omkring 140 kilometer sydost om provinshuvudstaden Zhengzhou. Antalet invånare är 40 057. Befolkningen består av 19 481 kvinnor och 20 576 män. Barn under 15 år utgör 23,0 %, vuxna 15-64 år 69 %, och äldre över 65 år 6,0 %.
Genomsnittlig årsnederbörd är 915 millimeter. Den regnigaste månaden är augusti, med i genomsnitt 182 mm nederbörd, och den torraste är januari, med 7 mm nederbörd.